# 名譽領事
名誉领事（简称名领），也称选任领事，通常是一国政府从地主国当地居民中选任的执行领事职务之兼职官员。与正式的领事官不同，根据《维也纳领事关系公约》，名誉领事官员之家属及以名誉领事官员为馆长之领馆所雇用雇员之家属不得享受外交豁免权。
目前，中华人民共和国和美国不对外设置名誉领事。